# Горовой, Иван Иванович
Ива́н Ива́нович Горовой (род. 27 января 1929) — советский футболист, нападающий.
Играл в КФК за «Спартак» Кривой Рог (1949), «Металлург» Днепродзержинск (1951). В 1952—1953 годах в составе московского «Торпедо» сыграл 9 матчей, забил два гола в чемпионате СССР. В 1954—1955 за «Металлург» Днепропетровск провёл 11 матчей, забил два гола в классе «Б». В 1955—1957 годах играл в КФК за команду рудоуправления имени К. Либкнехта (Кривой Рог). Полуфиналист Кубка СССР 1954.